# Zeus. Jest super
Zeus. Jest super – piąty album studyjny polskiego rapera i producenta muzycznego Zeusa. Wydawnictwo ukazało się 9 października 2015 roku nakładem wytwórni muzycznej Pierwszy Milion w dystrybucji Step Records. Materiał został wyprodukowany przez Zeusa. Miksowanie i mastering zrealizował Łukasz "Rogini" Robakiewicz. Oprawę graficzną przygotował Sebastian Świtek. W ramach promocji płyty zostały zrealizowane teledyski do utworów "Będziemy Dziećmi", "Zgłupiej", "ODP.2" i "Siewca".
Album uzyskał status platynowej płyty.

## Lista utworów
Opracowano na podstawie materiału źródłowego.
1. "Nomada" (produkcja: Zeus, Rogini) – 4:07
2. "Będziemy dziećmi" (produkcja: Zeus, Rogini) – 4:07
3. "Mniejsze zło" (produkcja: Zeus, Rogini) – 3:22
4. "Yoshimitsu" (produkcja: Zeus, Rogini) – 3:49
5. "ODP.2" (produkcja: Zeus, Rogini) – 3:56
6. "Panteon" (produkcja: Zeus, Rogini) – 3:43
7. "Siewca" (produkcja: Zeus, Rogini) – 3:34
8. "Zgłupiej" (produkcja: Zeus, Rogini) – 3:53
9. "Domek w górach" (produkcja: Zeus, Rogini) – 4:04
10. "Idealnie niedoskonały" (produkcja: Zeus, Rogini) – 3:28
11. "Psuję klimat" (produkcja: Zeus, Rogini) – 3:47
12. "Kamienie i mury" (produkcja: Zeus, Rogini) – 4:34
13. "Orinoko flow" (produkcja: Zeus, Rogini) – 3:56
14. "Nie potrzebuję wiele" (produkcja: Zeus, Rogini) – 4:03

## Twórcy
Opracowano na podstawie materiału źródłowego.
- Sebastian Świtek - opracowanie graficzne
- Kamil "Zeus" Rutkowski - słowa, rap, śpiew, produkcja muzyczna
- Łukasz "Rogini" Robakiewicz - gitara basowa, śpiew, instrumenty klawiszowe, perkusja, miksowanie, mastering, realizacja nagrań, zdjęcia, produkcja muzyczna
- Gosia Leleno, Hanna Medyńska, Kaja Baszyńska, Katarzyna Śliwka, Marianna Sobotkowska, Michał Rosiński, Ola Hamza, Paula Piechowicz,
Wiktoria Grzegorczyk, Zofia Maciołek, Zofia Sobotkowska, Zuzanna Gradys, Zuzanna Obłój, Zuzanna Zawadzka - śpiew (2)
- Gosia Kozak, Kinga Zielska, Madzia Witowska, Madzia Zimoląg, Maria Blumenfeld, Marta Olszyńska, Paulina Szurnicka, Sylwia Prandol, Łukasz Kawczyński - śpiew (7, 10, 12)
- Justyna "Kuśmierczyk" Rutkowska - aranżacja, śpiew (4, 6, 8, 9, 10, 12, 13)
- Kanako Fujita - śpiew (4)
- Jacek Wenclewski - gitara (5, 12)
- Andrzej Granat - altówka, kontrabas (12)